# Michel Sarrazin
Pour les articles homonymes, voir Sarrazin.
Michel Sarrazin, né le 5 septembre 1659 à Gilly-lès-Cîteaux,, aujourd'hui dans le département français de la Côte-d'Or, à peu de distance de Nuits-Saint-Georges, et mort le 8 septembre 1734 à Québec, est un naturaliste, médecin et chirurgien de Nouvelle-France. Il était membre du Conseil souverain (ou Conseil supérieur), de la colonie.

## Biographie
Sarrazin est le « fils de Claude Sarrazin, lieutenant en la justice des terres de l'abbaye de Cîteaux, et de Madeleine de Bonnefon ». Il arrive une première fois en Nouvelle-France en 1685 comme chirurgien de navire ; il sert comme chirurgien major dans l'armée coloniale jusqu'en 1694, puis va étudier à Paris pendant trois ans, y prenant sans doute des contacts ; il prend son titre de docteur à Reims ; c'est durant ces études qu'il s'intéresse à la botanique, science alors très proche de la médecine.
En 1695, l'intendant supplie son ministre d'envoyer un médecin au Canada ; il mentionne nommément Sarrazin. En 1697, Sarrazin reprend le bateau pour la colonie ; une épidémie éclate à bord et Sarrazin se dévoue ; l'épidémie s'étendra à Québec à l'arrivée du bateau et, lui-même convalescent, il continuera à soigner. Il s'établit définitivement à Québec ; il pratique à l'hôtel-Dieu et à l'Hôpital général ; en 1699 il reçoit le titre de médecin du roi. Il pratique la première mastectomie d'Amérique,.
Sarrazin devient membre correspondant de l'Académie royale des sciences en 1699.
Il se marie en 1712, à 53 ans, avec Marie-Anne Hazeur, fille du seigneur de La Malbaie. Sa femme lui apporte en dot des seigneuries. Vers la fin de sa vie il s'adonne aux affaires ; mais son associé meurt et il s'ensuit des procès ruineux qui ne prendront fin qu'après sa mort à lui.
Il meurt sur sa terre d'adoption le 8 septembre 1734 et est inhumé dans le cimetière des pauvres,,. Son successeur, après une vacance de sept ans, sera Jean François Gauthier.

## Contributions
Ce n'est peut-être pas, insinue l'abbé Laflamme, d'abord pour exercer la médecine, et ensuite pour faire du travail scientifique, que Michel Sarrazin est venu en Nouvelle-France ; mais l'inverse. La tâche de faire briller la France dans les sciences et d'amener des plantes médicinales exotiques dans le jardin du roi est alors en effet extrêmement importante.
Sébastien Vaillant écrit, dans son Discours sur la structure des fleurs, en parlant des genres botaniques appelés par lui Araliastrum et Aralia :
« Toutes les espèces de ces deux genres, à l'exception de la dernière de l'un et l'autre, sont communes en Canada, d'où Monsieur Sarrazin, conseiller au Conseil supérieur, médecin du roi et correspondant de l'Académie royale des sciences, les a envoyées pour la première fois, au Jardin royal de Paris, dès l'année 1700.

Les habitants de la colonie, et ceux de la Virginie, appellent salsepareille la première espèce d'Aralia, parce que ses racines en ont à peu près la figure et les vertus. Monsieur Sarrazin dit avoir traité un malade d'une vomique, lequel par l'usage d'une boisson faite avec ces racines, s'était guéri d'une anasarque, deux ans auparavant. Cet habile médecin assure que les racines de la seconde espèce, étant bien cuites et appliquées en cataplasme, sont très bonnes pour la guérison des vieux ulcères, de même que leur décoction, de laquelle on bassine et seringue aussi les plaies. »
Dans cette citation apparaît à peu près tout ce qui forme le travail de Sarrazin.
1. Le médecin-botaniste a l'idée (d'où ? de la médecine amérindienne ? à cause de la ressemblance à une plante de France ? à cause de témoignages qu'il a reçus ?) de rechercher les propriétés curatives d'une plante.
2. Il expérimente sur cette plante dans le cas de divers troubles de santé ; il recueille les témoignages de ceux qui s'en sont servis.
3. Il fait un rapport (un « mémoire ») et l'envoie, éventuellement avec des graines ou des plantes, au directeur du jardin du roi en France (Vaillant dans ce cas-ci).
4. Vaillant enrichit le jardin du roi des nouvelles découvertes, s'il y a lieu, et nous fait part des nouvelles connaissances[j].

Notes de la citation
1. ↑  Vaillant nomme toutes les espèces connues « en Canada » du nom de Sarrazin, parce que c'est lui qui les lui a communiquées.
2. ↑  Il s'agit de la colonie de Virginie, considérablement plus grande que l'état de Virginie actuel.
3. ↑  Vomique : « expectoration subite et abondante de sérosité, de pus ou de sang » : Le Petit Robert 2014.
4. ↑  Anasarque : œdème généralisé.
5. ↑  Cataplasme : « préparation médicinale pâteuse, appliquée sur la peau pour combattre une inflammation » : Le Petit Robert 2014.
6. ↑  Décoction : liquide obtenu en faisant bouillir une substance dans de l'eau.
7. ↑  Bassiner : « humecter doucement » : Le Petit Robert 2014.
8. ↑  Seringuer : « Jeter, pousser avec une seringue quelque liqueur [un liquide] dans une plaie pour la nettoyer, pour la rafraîchir » : Dictionnaire de l'Académie de 1835, 1878, cité par le Centre national de ressources textuelles et lexicales.
9. ↑  Discours sur la structure des fleurs : leurs différences et l'usage de leurs parties, 1718, p. 44.
10. ↑  Nous entendons toujours Sarrazin à travers un intermédiaire, le membre de l'Académie des sciences dont il est le correspondant (Tournefort, puis Réaumur), ou le directeur du jardin du roi (Tournefort, puis Vaillant).

### Rédaction de mémoires

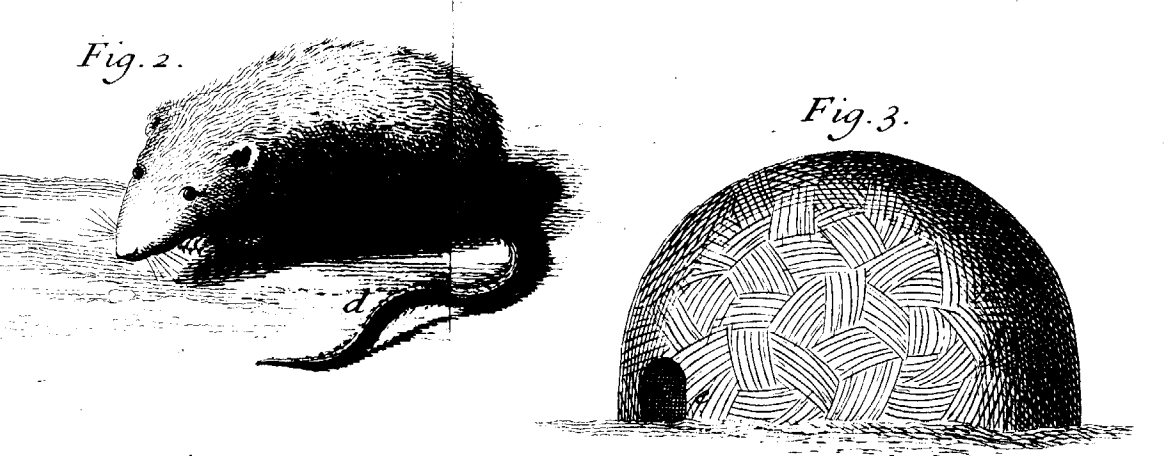
Rat musqué et sa « loge » — Gravure de Ph. Simonneau fils, pour une communication de Michel Sarrazin à l'Académie des sciences.

Sarrazin est, à l'Académie des sciences, correspondant de Pitton de Tournefort le 4 mars 1699, puis de Réaumur le 23 janvier 1717, c'est-à-dire que ses communications sont lues à l'Académie par le premier puis par le second.
Les mémoires de Sarrazin portent notamment sur le castor, le rat musqué, le porc-épic, le glouton (ou carcajou), l'orignal et le phoque (ou veau marin). Ont également leur place ici les lettres envoyées par Sarrazin à des membres de l'Académie.

### Collecte de spécimens
L'herbier de Sarrazin, dont l'original est perdu, « comptait peut-être jusqu'à 800 spécimens. Des copies de la plupart de ces spécimens se trouvent cependant dans diverses collections à Paris, ».
Il envoie des plantes à Tournefort, puis à Sébastien Vaillant (par exemple le ginseng américain), directeur du jardin du roi, et à son collaborateur Antoine-Tristan Danty d'Isnard.
Quelques-unes de ces plantes méritent une mention particulière. La sarracénie, puisqu'elle porte son nom, et le ginseng d'Amérique puisque, après son identification avec le ginseng de Chine par le père Lafitau, il sera au centre d'une bulle économique.

## Publications (liste partielle)

### Mémoires
Abréviation : HARS : Histoire de l'Académie royale des sciences
- « Extrait d'une lettre de M. Sarrazin, médecin du roi en Canada, touchant l'anatomie du castor », HARS : année 1704, Paris, Hochereau, 1722, p. 48–66[α],[32]
- « Extrait de l'histoire du carcajou, envoyée par M. Sarrazin » (1713), dans J.-L.-F.-P. Roux et Guéneau de Montbeillard, Collection académique composée des mémoires, actes ou journaux des plus célèbres académies et sociétés littéraires […], 1769, p. 505[33]
- « Extrait de divers mémoires de M. Sarrazin, médecin du roi à Québec et correspondant de l'Académie, sur le rat musqué », dans Mémoires de l'Académie royale des sciences : année 1725, p. 323–345 + figures[β]
- « Observations sur le porc-épic extraites de mémoires et de lettres de M. Sarrazin […] », HARS : année 1727, p. 383[β]
- « Observations botaniques III », HARS : année 1730, 1732, p. 65 — Sur Acer saccharum (l'érable à sucre).
- sans titre (sur le Rat d'Amérique), HARS : année 1739, Imprimerie Royale, 1741, p. 26

Notes des mémoires
L'académicien qui lisait la communication du correspondant avait passablement de liberté ; il pouvait par exemple résumer plusieurs communications en une seule.
1. ↑  Lu par Joseph Pitton de Tournefort.
2. 1 2  Lu par René-Antoine Ferchault de Réaumur.

### Autres travaux
- Sarrazin « aurait rédigé un traité sur la pleurésie[4] ».
- Histoire des plantes du Canada, « manuscrit de 200 pages rédigé en 1707[34] »Ce manuscrit passera à Gauthier, successeur de Sarrazin[34]. Il passera aussi à Vaillant, qui en fera la base d'une publication, restée inédite[4].

## Compléments

### Honneurs

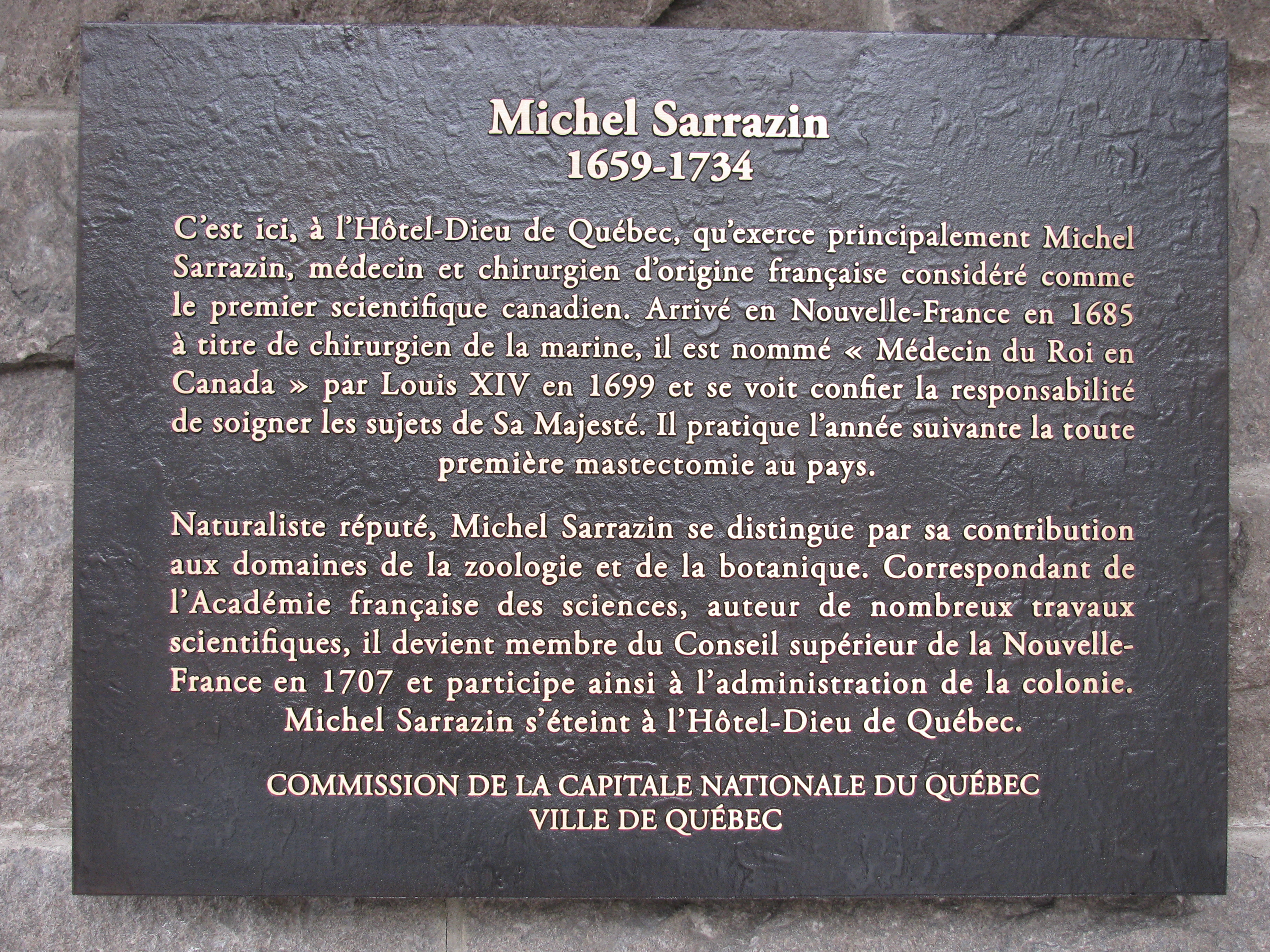
Plaque à l'hôtel-Dieu de Québec.

- Le nom de ce premier scientifique français établi en Nouvelle-France a été donné au prix Michel-Sarrazin « remis annuellement à un scientifique québécois chevronné qui, par son dynamisme et sa productivité, a contribué de façon importante à l'avancement de la recherche biomédicale »[37].

- La maison Michel-Sarrazin, spécialisée en soins palliatifs, perpétue également son souvenir[38].

- Une plaque sur le mur extérieur de l'hôtel-Dieu de Québec[36] rappelle Sarrazin ; il y est dit qu'il est « considéré comme le premier scientifique canadien[12] ».

- Les sarracénies (les membres du genre Sarracenia), sont des plantes carnivores d'Amérique du  Nord qui rappellent le nom (latinisé) de Sarrazin[31].

- Il y a une rue Michel-Sarrazin à Montréal, une rue et un chemin du même nom à Trois-Rivières.
- Sébastien Vaillant avait donné plusieurs fois à des plantes le nom de Sarrazin[39] comme nom du classificateur, mais c'est le système de Linné qui a prévalu.